# Illadopsis puveli
Az Illadopsis puveli a madarak osztályának verébalakúak (Passeriformes) rendjébe és a Pellorneidae családjába tartozó faj.

## Rendszerezése
A fajt Tommaso Salvadori olasz ornitológus írta le 1901-ben, a Turdinus nembe Turdinus puveli néven.

## Alfajai
- Illadopsis puveli puveli (Salvadori, 1901)
- Illadopsis puveli strenuipes (Bannerman, 1920)[2]

## Előfordulása
Afrika középső részén, Benin, Bissau-Guinea, Dél-Szudán, a Kongói Demokratikus Köztársaság, Elefántcsontpart, Gambia, Ghána, Guinea, Libéria, Mali, Nigéria, Szenegál, Sierra Leone, Szudán, Togo és Uganda területén honos. A természetes élőhelye a szubtrópusi vagy trópusi síkvidéki esőerdők és  száraz erdők, valamint  szavannák és cserjések. Állandó, nem vonuló faj.

## Megjelenése
Testhossza 17-18 centiméter, testtömege 38-52 gramm.

## Életmódja
Gerinctelenekkel táplálkozik.